# Sólstafir
Sólstafir is een IJslandse muziekgroep binnen het genre post-metal, die ontstaan is in 1995 in en rondom Reykjavik. De band is ondergebracht bij het label Season of Mist. Na hun eerste album, dat als black metal beschouwd kan worden, ging de band op zoek naar een stijl waarin metal en post-rock samenkomen. De bandnaam betekent in het IJslands wolkenstralen.
In eerste instantie begon het klein met het gelimiteerd uitgeven van singles en elpees, soms in oplagen van niet meer dan 100 stuks; later groeide dat uit tot 500 stuks. Anno 2014 zijn er vijf volwaardige muziekalbums uitgebracht. Begin 2015 werd drummer Guðmundur Óli Pálmason door zanger Aðalbjörn Tryggvason uit de band gezet.

## Discografie
- 1995 - Í Norðri (demo)
- 1996 - Til Valhallar (EP, View Beyond Records; 2003 Re-Release mit 2 Extra-Songs, Oskorei Productions)
- 1997 - Promo Tape September 1997
- 1998 - Unofficial promo 1998
- 2002 - Í Blóði og Anda (album, Ars Metalli)
- 2002 - Black Death (EP, Ketzer Records)
- 2004 - Promo 2004 (EP, Svalbard)
- 2005 - Masterpiece of Bitterness (album, Spinefarm Records)
- 2009 - Köld (album, Ranka Recordings, Spinefarm Records)
- 2011 - Svartir Sandar (album, Spinefarm Records)
- 2014 - Ótta (album, Season of Mist)
- 2017 - Berdreyminn (album, Season of Mist)
- 2020 - Endless Twilight of Codependent Love (album, Season of Mist)
- 2024 - Hin Helga Kvöl (album, Century Media)